# شتيفاني بيرغر
ستيفاني بيرغر (بالألمانية: Stéphanie Berger) (و. 1977 – م) هي مذيعة، وممثلة، ومغنية من سويسرا. ولدت في برن.

## وصلات خارجية
- ستيفاني بيرغر على موقع IMDb (الإنجليزية)
- ستيفاني بيرغر على موقع IMDb (الإنجليزية)
- ستيفاني بيرغر على موقع ألو سيني (الفرنسية)
- ستيفاني بيرغر على موقع ميوزك برينز (الإنجليزية)
- ستيفاني بيرغر على موقع ديسكوغز (الإنجليزية)
- ستيفاني بيرغر على موقع كينوبويسك (الروسية)